# Шарл Мишел
Шарл Мишел (на френски: Charles Michel) е белгийски политик от партията Реформаторско движение.

## Биография
Шарл Мишел е роден в Намюр, Валония на 21 декември 1975 г. Баща му, Луи Мишел, е политик от реформисткото движение, който е бил кмет на Жодоан, а впоследствие е еврокомисар и член на Европейския парламент. Майка му е Мартин Пиер. Шарл Мишел започва политическата си кариера на 16-годишна възраст, когато се присъединява към младите либерални реформатори от Жодоан (Jeunes Réformateurs Libéraux de Jodoigne), свързани с реформисткото движение. През 1994 г., на 18-годишна възраст, Шарл Мишел е избран за провинциален съветник във Валонския Брабант. Завършва право в Университета в Брюксел (ULB) и Университета в Амстердам през 1998 г., след което става адвокат в адвокатската колегия в Брюксел. Владее нидерландски и английски език, освен родния си френски.

## Политическа кариера
Мишел е избран за член на федералната камара на представителите от 1999 г., представлявайки Валония Брабант, крепост на либералното реформисткото движение. През 2000 г. той става министър на вътрешните работи във валонското правителство. На 25 години той става най-младият министър в историята на Белгия. На местно ниво той е избран за градски съветник във Вавр през 2000 г. През 2006 г. става кмет на града. През декември 2007 г. Мишел става министър на сътрудничеството за развитие в правителството на Верхофстат III, а впоследствие в правителствата на Льотерм I, Ван Ромпой I и Льотерм II. След регионалните избори през юни 2009 г. Мишел е част от група, която иска от лидера на реформисткото движение Дидие Рейндерс да се оттегли. След като партията понася допълнителни загуби по време на федералните избори през юни 2010 г., Рейндерс накрая се оттегля. Тогава Шарл Мишел обявява кандидатурата си за лидер на реформисткото движение. През януари 2011 г. е избран за ръководител на Mouvement Réformateur, за който подава оставка като министър на сътрудничеството за развитие.
На 1 декември 2019 г. встъпва в длъжност като председател на Европейския съвет.